# Cantón de Le Gros-Morne
El cantón de Le Gros-Morne era una división administrativa francesa, que estaba situada en el departamento de Martinica y la región de Martinica.

## Composición
El cantón estaba formado por una comuna:
- Le Gros-Morne

## Supresión del cantón de Le Gros-Morne
El 22 de marzo de 2015, el cantón de Le Gros-Morne fue suprimido, en aplicación de la Ley n.º 2011-884, de 27 de julio de 2011, relativa a las colectividades de Guayana Francesa y Martinica; y específicamente de su artículo 8.º, apartado L558-7, y sus 13 comunas pasaron a formar parte de la nueva sección de Centro.